# From Gagarin's Point of View
Albums de Esbjörn Svensson Trio
Winter in Venice
(1997) Good Morning Susie Soho
(2000)
From Gagarin’s Point of View est un album studio du Esbjörn Svensson Trio.

## Description
From Gagarin’s Point of View est souvent considéré comme l’album qui lança véritablement la carrière de E.S.T. Il contient des titres qui deviendront des classiques pour le groupe en concert comme Dodge The Dodo, From Gagarin’s Point of View ou Definition Of A Dog.

## Musiciens
- Esbjörn Svensson - Piano
- Magnus Öström - Batterie
- Dan Berglund - Basse

## Pistes
Toutes les compositions sont du Esbjörn Svensson Trio
1. Dating (5:32)
2. Picnic (5:01)
3. The Chapel (4:11)
4. Dodge The Dodo (5:15)
5. From Gagarin’s Point of View (4:02)
6. The Return Of Mohammed (6:27)
7. Cornette (4:15)
8. In The Face Of Day (6:50)
9. Subway (3:28)
10. Definition Of A Dog (6:04)
11. Southwest Loner (4:31)